# Liste des porte-drapeaux à la cérémonie de clôture des Jeux olympiques d'été de 2016
La liste ci-dessous répertorie les porte-drapeau présents lors de la parade des nations de la cérémonie de clôture des Jeux olympiques d'été de 2016 au Stade Maracanã à Rio de Janeiro. Au cours de ce défilé, les athlètes de chacun des comités nationaux olympiques participants effectuent leur marche précédés du drapeau de leur pays, brandi par le porte-drapeau choisi  par leur délégation.

## Ordre du défilé
Conformément à la tradition, la délégation ouvrant la marche est celle de la Grèce, en sa qualité de pays fondateur des Jeux olympiques, avec celle du pays hôte, ici le Brésil. Comme toujours lors des cérémonies de clôture, les autres comités nationaux défilent mélangés.

## Liste des porte-drapeau
| Ordre | Pays                             | Nom en portugais brésilien              | Porte-drapeau                           | Sport                  |
| ----- | -------------------------------- | --------------------------------------- | --------------------------------------- | ---------------------- |
| 1     | Grèce                            | Grécia                                  | Ekateríni Stefanídi                     | Athlétisme             |
| 2     | Afghanistan                      | Afeganistão                             | Bénévole                                |                        |
| 3     | Afrique du Sud                   | África do Sul                           | Caster Semenya                          | Athlétisme             |
| 4     | Albanie                          | Albânia                                 | Luiza Gega                              | Athlétisme             |
| 5     | Allemagne                        | Alemanha                                | Sebastian Brendel                       | Canoë-kayak            |
| 6     | Andorre                          | Andorra                                 | Pol Moya                                | Athlétisme             |
| 7     | Angola                           | Angola                                  | Cristina Direito Branco                 | Handball               |
| 8     | Antigua-et-Barbuda               | Antígua e Barbuda                       | Noah Mascoll-Gomes                      | Natation               |
| 9     | Arabie saoudite                  | Arábia Saudita                          | Bénévole                                |                        |
| 10    | Algérie                          | Argélia                                 | Larbi Bourrada                          | Athlétisme             |
| 11    | Argentine                        | Argentina                               | Paula Pareto                            | Judo                   |
| 12    | Arménie                          | Armênia                                 | Artur Aleksanyan                        | Lutte                  |
| 13    | Aruba                            | Aruba                                   | Nicole Van der Velden                   | Voile                  |
| 14    | Athlètes olympiques indépendants | Atletas Olímpicos Independentes         | Bénévole                                |                        |
| 15    | Australie                        | Austrália                               | Kim Brennan                             | Aviron                 |
| 16    | Autriche                         | Áustria                                 | Thomas Zajac et Tanja Frank             | Voile                  |
| 17    | Azerbaïdjan                      | Azerbaijão                              | Hacı Əliyev                             | Lutte                  |
| 18    | Bahamas                          | Bahamas                                 | Leevan Sands                            | Athlétisme             |
| 19    | Bangladesh                       | Bangladesh                              | Shamoli Ray                             | Tir à l'arc            |
| 20    | Barbade                          | Barbados                                | Akela Jones                             | Athlétisme             |
| 21    | Bahreïn                          | Bareine                                 | Alemu Bekele                            | Athlétisme             |
| 22    | Biélorussie                      | Belarus                                 | Ivan Tikhon                             | Athlétisme             |
| 23    | Belgique                         | Bélgica                                 | Nafissatou Thiam                        | Athlétisme             |
| 24    | Belize                           | Belize                                  | Brandon Jones                           | Athlétisme             |
| 25    | Bénin                            | Benim                                   | Yemi Geoffrey Apithy                    | Escrime                |
| 26    | Bermudes                         | Bermuda                                 | Bénévole                                |                        |
| 27    | Bolivie                          | Bolívia                                 | Angela Castro                           | Athlétisme             |
| 28    | Bosnie-Herzégovine               | Bósnia e Herzegovina                    | Amel Tuka                               | Athlétisme             |
| 29    | Botswana                         | Botsuana                                | Isaac Makwala                           | Athlétisme             |
| 30    | Brunei                           | Brunei Darussalam                       | Maizurah Abdul Rahim                    | Athlétisme             |
| 31    | Bulgarie                         | Bulgária                                | Mihaela Maevska                         | Gymnastique rythmique  |
| 32    | Burkina Faso                     | Burkina Faso                            | Angelika Sita Ouedraogo                 | Natation               |
| 33    | Burundi                          | Burundi                                 | Billy Scott Irakoze                     | Natation               |
| 34    | Bhoutan                          | Butão                                   | Lenchu Kunzang                          | Tir                    |
| 35    | Cap-Vert                         | Cabo Verde                              | Maria Andrade                           | Taekwondo              |
| 36    | Cameroun                         | Camarões                                | Dieudonné Wilfried Seyi Ntsengue        | Boxe                   |
| 37    | Cambodge                         | Camboja                                 | Sorn Seavmey                            | Taekwondo              |
| 38    | Canada                           | Canadá                                  | Penny Oleksiak                          | Natation               |
| 39    | Qatar                            | Catar                                   | Bénévole                                |                        |
| 40    | Kazakhstan                       | Cazaquistão                             | Ruslan Zhaparov                         | Taekwondo              |
| 41    | Îles Caïmans                     | Ilhas Cayman                            | Lara Butler                             | Natation               |
| 42    | République centrafricaine        | República Centroafricana                | Chloe Marie Helene Sauvourel            | Natation               |
| 43    | Tchad                            | Chade                                   | Bibiro Ali Tahar                        | Athlétisme             |
| 44    | Chili                            | Chile                                   | Bárbara Riveros Díaz                    | Triathlon              |
| 45    | Chine                            | República Popular da China              | Ding Ning                               | Tennis de table        |
| 46    | Chypre                           | Chipre                                  | Leodía Kallénou                         | Athlétisme             |
| 47    | Colombie                         | Colômbia                                | Ingrit Lorena Valencia Victoria         | Boxe                   |
| 48    | Comores                          | Comores                                 | Soule Soilihi Athoumane                 | Natation               |
| 49    | République du Congo              | Congo                                   | Franck Elemba                           | Athlétisme             |
| 50    | République démocratique du Congo | República Democrática do Congo          | Rodrick Kuku                            | Judo                   |
| 51    | Îles Cook                        | Ilhas Cook                              | Alex Beddoes                            | Athlétisme             |
| 52    | Corée du Sud                     | República da Coreia                     | Kim Hyeon-woo                           | Lutte                  |
| 53    | Côte d'Ivoire                    | Costa do Marfim                         | René Philippe Kouassi                   | Tir à l'arc            |
| 54    | Costa Rica                       | Costa Rica                              | Karen Cope Charles                      | Beach-volley           |
| 55    | Croatie                          | Croácia                                 | Valent Sinković et Martin Sinković      | Aviron                 |
| 56    | Cuba                             | Cuba                                    | Mijaín López                            | Lutte                  |
| 57    | Danemark                         | Dinamarca                               | Pernille Blume                          | Natation               |
| 58    | Djibouti                         | Djibuti                                 | Mohamed Ismail Ibrahim                  | Athlétisme             |
| 59    | Dominique                        | Dominica                                | Yordanys Durañona                       | Athlétisme             |
| 60    | République dominicaine           | República Dominicana                    | Luisito Pie                             | Taekwondo              |
| 61    | Égypte                           | Egito                                   | Hedaya Malak                            | Taekwondo              |
| 62    | Salvador                         | El Salvador                             | Enrique Arathoon                        | Voile                  |
| 63    | Émirats arabes unis              | Emirados Árabes Unidos                  | Saud Alzaabi                            | Athlétisme             |
| 64    | Équateur                         | Equador                                 | Bayron Piedra                           | Athlétisme             |
| 65    | Érythrée                         | Eritreia                                | Tsegay Tuemay                           | Athlétisme             |
| 66    | Slovaquie                        | Eslováquia                              | Erik Vlček                              | Canoë-kayak            |
| 67    | Slovénie                         | Eslovênia                               | Tanja Žakelj                            | Cyclisme               |
| 68    | Espagne                          | Espanha                                 | Jesús Ángel García                      | Athlétisme             |
| 69    | États fédérés de Micronésie      | Estados Federados da Micronésia         | Bénévole                                |                        |
| 70    | États-Unis                       | Estados Unidos da América               | Simone Biles                            | Gymnastique artistique |
| 71    | Estonie                          | Estônia                                 | Mart Seim                               | Haltérophilie          |
| 72    | Éthiopie                         | Etiópia                                 | Almaz Ayana                             | Athlétisme             |
| 73    | Macédoine                        | Ex-República Iugoslava da Macedônia     | Bénévole                                |                        |
| 74    | Fidji                            | Fiji                                    | Leslie Copeland                         | Athlétisme             |
| 75    | Philippines                      | Filipinas                               | Kirstie Alora                           | Taekwondo              |
| 76    | Finlande                         | Finlândia                               | Antti Ruuskanen                         | Athlétisme             |
| 77    | France                           | França                                  | Teddy Riner                             | Judo                   |
| 78    | Gabon                            | Gabão                                   | Anthony Mylann Obame                    | Taekwondo              |
| 79    | Gambie                           | Gâmbia                                  | Gina Bass                               | Athlétisme             |
| 80    | Ghana                            | Gana                                    | Flings Owusu-Agyapong                   | Athlétisme             |
| 81    | Géorgie                          | Geórgia                                 | Lasha Talakhadze                        | Haltérophilie          |
| 82    | Royaume-Uni                      | Grã-Bretanha                            | Kate Richardson-Walsh                   | Hockey sur gazon       |
| 83    | Grenade                          | Granada                                 | Lindon Victor                           |                        |
| 84    | Guam                             | Guam                                    | Benjamin Schulte                        |                        |
| 85    | Guatemala                        | Guatemala                               |                                         |                        |
| 86    | Guyana                           | Guiana                                  | Troy Doris                              |                        |
| 87    | Guinée                           | Guiné                                   |                                         |                        |
| 88    | Guinée équatoriale               | Guiné Equatorial                        |                                         |                        |
| 89    | Guinée-Bissau                    | Guiné-Bissau                            |                                         |                        |
| 90    | Haïti                            | Haiti                                   | Jeffrey Julmis                          |                        |
| 91    | Honduras                         | Honduras                                |                                         |                        |
| 92    | Hong Kong                        | Hong Kong, China                        |                                         |                        |
| 93    | Hongrie                          | Hungria                                 | Katinka Hosszú                          | Natation               |
| 94    | Yémen                            | Iêmen                                   | Bénévole                                |                        |
| 95    | Inde                             | Índia                                   |                                         |                        |
| 96    | Indonésie                        | Indonésia                               | Bénévole                                |                        |
| 97    | Iran                             | República Islâmica do Irã               |                                         |                        |
| 98    | Irak                             | Iraque                                  | Bénévole                                |                        |
| 99    | Irlande                          | Irlanda                                 | Gary O'Donovan                          | Aviron                 |
| 100   | Islande                          | Islândia                                | Hrafnhildur Lúthersdóttir               | Natation               |
| 101   | Israël                           | Israel                                  | Alona Koshevatskiy                      | Gymnastique rythmique  |
| 102   | Italie                           | Itália                                  | Daniele Lupo                            | Beach-volley           |
| 103   | Jamaïque                         | Jamaica                                 | Javon Francis                           | Athlétisme             |
| 104   | Japon                            | Japão                                   | Keisuke Ushiro                          | Athlétisme             |
| 105   | Jordanie                         | Jordânia                                |                                         |                        |
| 106   | Kiribati                         | Kiribati                                | Bénévole                                |                        |
| 107   | Kosovo                           | Kosovo                                  |                                         |                        |
| 108   | Laos                             | República Popular Democrática do Laos   |                                         |                        |
| 109   | Lesotho                          | Lesoto                                  |                                         |                        |
| 110   | Lettonie                         | Letônia                                 | Aleksejs Rumjancevs                     | Canoë-kayak            |
| 111   | Liban                            | Líbano                                  | Bénévole                                |                        |
| 112   | Liberia                          | Libéria                                 |                                         |                        |
| 113   | Libye                            | Líbia                                   | Bénévole                                |                        |
| 114   | Liechtenstein                    | Liechtenstein                           | Christoph Meier                         | Natation               |
| 115   | Lituanie                         | Lituânia                                | Edvinas Ramanauskas                     | Canoë-kayak            |
| 116   | Luxembourg                       | Luxemburgo                              | Ni Xia Lian                             | Tennis de table        |
| 117   | Madagascar                       | Madagascar                              |                                         |                        |
| 118   | Malaisie                         | Malásia                                 |                                         |                        |
| 119   | Malawi                           | Maláui                                  |                                         |                        |
| 120   | Maldives                         | Maldivas                                |                                         |                        |
| 121   | Mali                             | Mali                                    |                                         |                        |
| 122   | Malte                            | Malta                                   | Charlotte Wingfield                     | Athlétisme             |
| 123   | Îles Marshall                    | Ilhas Marshall                          |                                         |                        |
| 124   | Maroc                            | Marrocos                                | Wiam Dislam                             | Taekwondo              |
| 125   | Maurice                          | Maurício                                |                                         |                        |
| 126   | Mauritanie                       | Mauritânia                              | Bénévole                                |                        |
| 127   | Mexique                          | México                                  | María del Rosario Espinoza              | Taekwondo              |
| 128   | Mozambique                       | Moçambique                              |                                         |                        |
| 129   | Moldavie                         | República da Moldova                    | Zalina Marghieva                        | Athlétisme             |
| 130   | Monaco                           | Mônaco                                  | Bénévole                                |                        |
| 131   | Mongolie                         | Mongólia                                |                                         |                        |
| 132   | Monténégro                       | Montenegro                              | Predrag Jokić                           | Water-polo             |
| 133   | Birmanie                         | Myanmar                                 |                                         |                        |
| 134   | Namibie                          | Namíbia                                 |                                         |                        |
| 135   | Nauru                            | Nauru                                   |                                         |                        |
| 136   | Népal                            | Nepal                                   |                                         |                        |
| 137   | Nicaragua                        | Nicarágua                               |                                         |                        |
| 138   | Niger                            | Niger                                   |                                         |                        |
| 139   | Nigeria                          | Nigéria                                 |                                         |                        |
| 140   | Norvège                          | Noruega                                 | Kari Aalvik Grimsbø                     | Handball               |
| 141   | Nouvelle-Zélande                 | Nova Zelândia                           | Lisa Carrington                         | Canoë-kayak            |
| 142   | Oman                             | Omã                                     | Bénévole                                |                        |
| 143   | Pays-Bas                         | Países Baixos                           | Sanne Wevers                            | Gymnastique artistique |
| 144   | Palaos                           | Palau                                   |                                         |                        |
| 145   | Autorité palestinienne           | Palestina                               |                                         |                        |
| 146   | Panama                           | Panamá                                  |                                         |                        |
| 147   | Papouasie-Nouvelle-Guinée        | Papua Nova Guiné                        |                                         |                        |
| 148   | Pakistan                         | Paquistão                               | Bénévole                                |                        |
| 149   | Paraguay                         | Paraguai                                |                                         |                        |
| 150   | Pérou                            | Peru                                    |                                         |                        |
| 151   | Pologne                          | Polônia                                 | Marta Walczykiewicz                     | Canoë-kayak            |
| 152   | Porto Rico                       | Porto Rico                              |                                         |                        |
| 153   | Portugal                         | Portugal                                | Telma Monteiro                          | Judo                   |
| 154   | Kenya                            | Quênia                                  |                                         |                        |
| 155   | Kirghizistan                     | Quirguistão                             |                                         |                        |
| 156   | Corée du Nord                    | República Popular Democrática da Coreia | Yun Won Chol                            | Lutte                  |
| 157   | Roumanie                         | Romênia                                 | Simona Pop                              | Escrime                |
| 158   | Rwanda                           | Ruanda                                  |                                         |                        |
| 159   | Russie                           | Federação da Rússia                     | Svetlana Romashina et Natalia Ishchenko | Natation synchronisée  |
| 160   | Salomon                          | Ilhas Salomão                           |                                         |                        |
| 161   | Samoa                            | Samoa                                   |                                         |                        |
| 162   | Samoa américaines                | Samoa Americana                         |                                         |                        |
| 163   | Saint-Marin                      | San Marino                              | Alessandra Perilli                      | Tir                    |
| 164   | Sainte-Lucie                     | Santa Lúcia                             | Jeanelle Scheper                        |                        |
| 165   | Saint-Christophe-et-Niévès       | São Cristóvão e Névis                   |                                         |                        |
| 166   | Sao Tomé-et-Principe             | São Tomé e Príncipe                     | Bénévole                                |                        |
| 167   | Saint-Vincent-et-les Grenadines  | São Vicente e Granadinas                |                                         |                        |
| 168   | Seychelles                       | Seicheles                               | Lissa Labiche                           | Athlétisme             |
| 169   | Sénégal                          | Senegal                                 | Adama Diatta                            | Lutte                  |
| 170   | Sierra Leone                     | Serra Leoa                              | Hafsatu Kamara                          | Athlétisme             |
| 171   | Serbie                           | Sérvia                                  | Tijana Bogdanović                       | Taekwondo              |
| 172   | Singapour                        | Singapura                               | Griselda Khng                           | Voile                  |
| 173   | Syrie                            | República Árabe da Síria                | Ghofrane Mohamed                        | Athlétisme             |
| 174   | Somalie                          | Somália                                 | Mohamed Daud Mohamed                    | Athlétisme             |
| 175   | Sri Lanka                        | Sri Lanka                               | Anuradha Indrajith Cooray               | Athlétisme             |
| 176   | Swaziland                        | Suazilândia                             | Phumlile Ndzinisa                       | Athlétisme             |
| 177   | Soudan                           | Sudão                                   | Bénévole                                |                        |
| 178   | Soudan du Sud                    | Sudão do Sul                            | Guor Marial                             | Athlétisme             |
| 179   | Suède                            | Suécia                                  | Emma Johansson                          | Cyclisme               |
| 180   | Suisse                           | Suíça                                   | Nino Schurter                           | VTT                    |
| 181   | Suriname                         | Suriname                                | Bénévole                                |                        |
| 182   | Tadjikistan                      | Tadjiquistão                            | Anvar Yunusov                           | Boxe                   |
| 183   | Thaïlande                        | Tailândia                               | Boonthung Srisung                       | Athlétisme             |
| 184   | Taipei chinois                   | Taipé Chinesa                           | Hsu Shu-ching                           | Haltérophilie          |
| 185   | Tanzanie                         | República Unida da Tanzânia             | Alphonce Felix Simbu                    | Athlétisme             |
| 186   | République tchèque               | República Tcheca                        | Josef Dostál                            | Canoë-kayak            |
| 187   | Timor oriental                   | República Democrática de Timor-Leste    | Agusto Soares                           | Athlétisme             |
| 188   | Togo                             | Togo                                    | Adzo Rebecca Kpossi                     | Natation               |
| 189   | Tonga                            | Tonga                                   | Siueni Filimone                         | Athlétisme             |
| 190   | Trinité-et-Tobago                | Trinidad e Tobago                       | Cleopatra Borel                         | Athlétisme             |
| 191   | Tunisie                          | Tunísia                                 | Oussama Oueslati                        | Taekwondo              |
| 192   | Turkménistan                     | Turcomenistão                           | Bénévole                                |                        |
| 193   | Turquie                          | Turquia                                 | Taha Akgül                              | Lutte                  |
| 194   | Tuvalu                           | Tuvalu                                  | Bénévole                                |                        |
| 195   | Ukraine                          | Ucrânia                                 | Olha Kharlan                            | Escrime                |
| 196   | Ouganda                          | Uganda                                  | Halimah Nakaayi                         | Athlétisme             |
| 197   | Uruguay                          | Uruguai                                 | Emiliano Lasa                           | Athlétisme             |
| 198   | Ouzbékistan                      | Uzbequistão                             | Bektemir Melikuziev                     | Boxe                   |
| 199   | Vanuatu                          | Vanuatu                                 | Bénévole                                |                        |
| 200   | Venezuela                        | Venezuela                               | Stefany Hernández                       | Cyclisme               |
| 201   | Viêt Nam                         | Vietnã                                  | Bénévole                                |                        |
| 202   | Îles Vierges des États-Unis      | Ilhas Virgens Americanas                | Clayton Laurent Jr.                     | Boxe                   |
| 203   | Îles Vierges britanniques        | Ilhas Virgens Britânicas                | Bénévole                                |                        |
| 204   | Zambie                           | Zâmbia                                  | Gerald Phiri                            | Athlétisme             |
| 205   | Zimbabwe                         | Zimbábue                                | Kirsty Coventry                         | Natation               |
| 206   | Athlètes réfugiés                | Time Olímpico de Refugiados             | Popole Misenga                          | Judo                   |
| 207   | Brésil                           | Brasil                                  | Isaquias Queiroz                        | Canoë-kayak            |

- Pays organisateur (Brésil)
- Pays organisateur des prochains Jeux d'été (Japon)

## Sources
- (en) Cet article est partiellement ou en totalité issu de l’article de Wikipédia en anglais intitulé « 2016 Summer Olympics closing ceremony flag bearers » (voir la liste des auteurs).
- [PDF] Liste des porte-drapeau à la cérémonie de clôture des Jeux Olympiques d'été de 2016, Comité international olympique